# Walter Pegel
Walter Pegel (* 2. November 1899 in Laupin; †  18. Mai 1963 in Güstrow) war ein deutscher Pädagoge und Schriftsteller.

## Leben
Walter Pegel war ein Sohn des Dorfschullehrers Ernst Pegel (* 1867). Er ging an das Lehrerseminar in Uetersen, kam im Juni 1917 an die Westfront und geriet im Juli 1918 in französische Gefangenschaft. Nachdem er im Februar 1920 wieder frei gekommen war, konnte er seine Lehrerausbildung beenden und 1921 in Timkenberg bei Boizenburg die Stelle des Dorfschullehrers übernehmen. Im September 1925 wurde Pegel Hilfslehrer an der Staatlichen Taubstummenanstalt in Ludwigslust. Von 1926 bis 1928 qualifizierte er sich in Berlin zum Taubstummenfachlehrer und wurde 1931 Direktor seiner Ludwigsluster Anstalt. Von 1939 bis 1941 diente er in der Wehrmacht, wurde für einige Zeit freigestellt und kam dann an der Ostfront in Kriegsgefangenschaft und von dort in das Internierungslager "Fünfeichen" bei Neubrandenburg. 1947 gelang es Willi Bredel, Pegels Entlassung durchzusetzen, um diesen für die Mitarbeit an der in Schwerin erscheinenden literarischen Monatsschrift Heute und Morgen zu gewinnen. Pegel kam 1952 als Fachlehrer an die Gehörlosenschule in Güstrow. Ein 1958 angekündigtes Buchprojekt im Leipziger Insel-Verlag kam nicht zur Ausführung. Pegel starb an Krebs und wurde auf dem Güstrower Friedhof beigesetzt.

## Schriften
- Das Fräulein auf dem Regenbogen , Roman ,J. G. Cotta`sche Buchhandlung Nachf. , Stuttgart 1937
- Insel im Strom. Stuttgart 1938
- Ohne Befehl. Stuttgart 1939
- Die fernen Nächte. Stuttgart 1939
- Das Fräulein auf dem Regenbogen. Stuttgart 1941
- Die Zauberische. Stuttgart 1943